# 3 décembre 2018
Le mardi 3 décembre 2018 est le 337e jour de l'année 2018.

## Décès
Par ordre alphabétique.
- Andreï Bitov, écrivain et scénariste soviétique puis russe.
- Albert Frère, homme d'affaires et milliardaire belge.
- Michel Lucas, ingénieur et banquier français.
- Geoff Murphy, acteur, producteur, réalisateur et scénariste néo-zélandais.
- Josep Lluís Núñez, footballeur espagnol.
- Miguel Primo de Rivera, avocat et homme politique espagnol.